# غازيرولا
غازيرولا (بالإنجليزية: Gazzirola)‏ هو أحد جبال سلسلة جبال الألب لوغانو وجزء من القمة الأم Vetta del Vallone يقع في كانتون تيسينو، سويسرا. يبلغ ارتفاع الجبل حوالي 2116 متر، بينما يبلغ ارتفاع نتوء الجبل 56 متر.